# Kevin Owens
Kevin Steen, meglio conosciuto con il ring name Kevin Owens (Saint-Jean-sur-Richelieu, 7 maggio 1984), è un wrestler canadese sotto contratto con la WWE.
È un tre volte campione del mondo, avendo detenuto una volta lo Universal Championship, una volta l'NXT Championship e una volta il ROH World Championship. Ha inoltre detenuto due volte l'Intercontinental Championship, tre volte lo United States Championship, e una volta sia il Raw Tag Team Championship sia lo SmackDown Tag Team Championship (entrambi con Sami Zayn). In precedenza, ha vinto diversi titoli in federazioni indipendenti come la Ring of Honor, la Combat Zone Wrestling e la Pro Wrestling Guerrilla.

## Carriera

### Circuito indipendente (2000–2005)
Kevin Steen inizia a interessarsi al wrestling all'età di 11 anni, dopo aver visto una videocassetta di un match di WrestleMania XI fra Shawn Michaels e Diesel. Tre anni dopo, i suoi genitori gli permettono di iniziare gli allenamenti con Serge Jodoin e, successivamente, con Jacques Rougeau. Steen ha combattuto il suo primo match il 7 maggio 2000, il giorno del suo sedicesimo compleanno.

### Combat Zone Wrestling (2005–2007)
Steen fa il suo debutto nella Combat Zone Wrestling il 10 gennaio 2005. Perde un fatal 4-way contro El Generico, Excess e SeXXXy Eddy. Successivamente, forma un tag team con El Generico e avviano una faida con Super Dragon ed Excalibur.
Il 14 maggio 2005, Steen prende parte al "CZW Best of the Best tournament" e avanza alle finali, sconfiggendo Kenny the Bastard al primo turno e Chris Hero nelle semifinali. Tuttavia perde la finale, un Fatal 4-Way che vedeva coinvolti B-Boy, Super Dragon e Mike Quackenbush, che vince il match. Nell'agosto 2005, Steen vinse il suo primo titolo, il CZW Iron Man Championship, sconfiggendo Franky the Mobster. Difende il titolo contro Nate Webb, El Generico, Chris Sabin e Super Dragon. Perde poi il titolo contro la wrestler LuFisto, solo un giorno prima di stabilire il regno più lungo. Dopo ciò, lasciò la CZW e andò alla Dragon Gate.

### Pro Wrestling Guerrilla (2005–2007)
Mentre lottava nella CZW, Steen iniziò anche a lottare nella Pro Wrestling Guerrilla. Il 6 agosto 2005, Steen vinse il PWG World Championship sconfiggendo A.J. Styles. Steen mantenne il titolo quattro mesi prima di perderlo contro Joey Ryan a causa dell'interferenza di Super Dragon. Steen concluse la faida con Super Dragon il 16 dicembre 2005 quando venne sconfitto in un Guerrilla Warfare match. Nel 2006, Steen fece coppia con El Generico conquistando il PWG World Tag Team Championship strappandoli a PAC e Roderick Strong. Persero il titolo contro Davey Richards e Super Dragon il 27 ottobre, ma la sera dopo Steen fece squadra con PAC provando a riconquistare il titolo, venendo tuttavia sconfitto. A seguito di questa sconfitta Steen lasciò la PWG.
Tuttavia, Steen ritornò a sorpresa e vinse per la seconda volta i titoli di coppia con El Generico strappandoli a Scott Lost e Joey Ryan il 21 marzo 2007. Presero parte al "Dynamite Duumvirate Tag Team Title Tournament" difendendo le cinture in ogni match, prima di perderle in finale contro Roderick Strong & Jack Evans. Dopo due anni di sconfitte, anche se aveva combattuto pochi match, l'11 dicembre sconfisse Akira Tozawa interrompendo la Losing Streak.

### Ring of Honor (2007–2014)

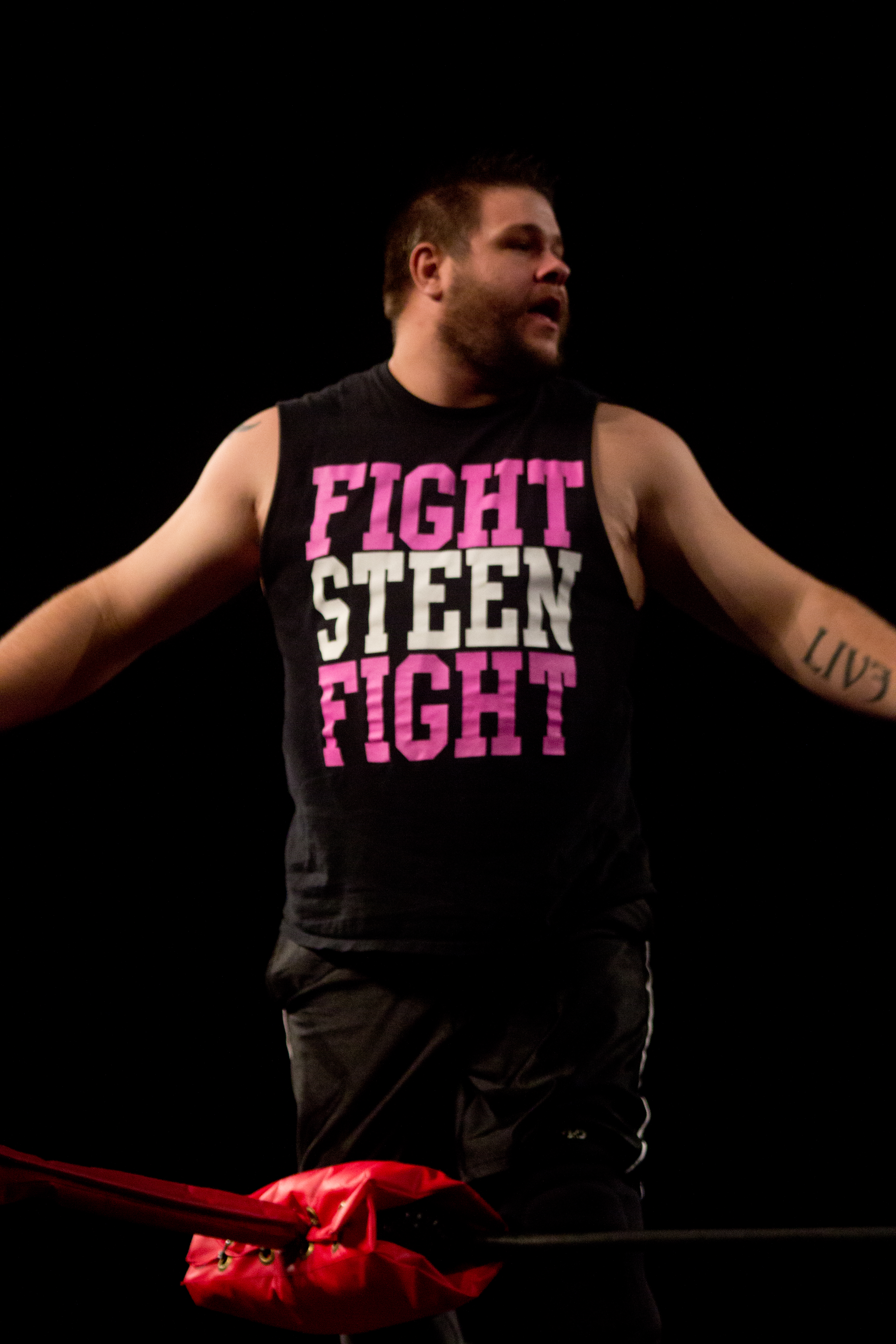
Kevin Steen nel 2013

Il 17 febbraio 2007, Steen debutta in Ring of Honor insieme ad El Generico, perdendo contro i Briscoe Brothers. L'11 maggio, Steen (come heel) e Generico (come face) sconfissero Jason Blade & Eddie Edwards. A Respect is Earned, Steen e Generico ebbero una rissa con i Briscoe Brothers dove Mark si infortunò (kayfabe). A Driven, Steen e Generico non riuscirono a conquistare i ROH World Tag Team Championship venendo sconfitti dai Briscoe Brothers. Il 6 giugno 2008, Steen e Generico parteciparono al torneo per decretare i nuovi campioni di coppia che venne vinto da Jimmy Jacobs e Tyler Black. Poi, Steen sfidò Nigel McGuinness in un match per il ROH World Championship, ma perse. Il 19 settembre, Steen e Generico vinsero il ROH Tag Team Championship sconfiggendo Black e Jacobs. Il 10 aprile 2009, persero i titoli contro Eddie Edwards e Davey Richards. Il 19 dicembre 2009, a Final Battle 2009, dopo aver perso contro The Young Bucks, Steen voltò le spalle al suo compagno, attaccando El Generico e arruolando Steve Corino come nuovo tag team partner. Generico si alleò con Colt Cabana e affrontò Steen e Corino a The Big Bang! in un match di coppia che finì in doppio countout. Il 19 giugno, Steen sconfisse El Generico. L'11 settembre, Cabana e Generico sconfissero Steen e Corino. Dopo il match Steen attaccò Generico e lo smascherò. A Final Battle 2010, Generico sconfisse Steen e Steen lasciò la federazione.
Steen ritornò nella ROH il 26 giugno 2011, a Best in the World 2011, venendo introdotto da Steve Corino, che nel frattempo era diventato face. Dopo che Corino venne sconfitto da Michael Elgin, Steen corse sul ring e lo salvò dall'assalto della House of Truth. A ROH Showdown in the Sun, il 30 marzo 2012, Steen vince contro El Generico in Last Man Standing Match. Il giorno dopo, batte anche Eddie Edwards. Nei tapings del 7 aprile, batte Kyle O'Reilly. A Unity del 28 aprile, perde insieme a Jimmy Jacobs un No DQ Tag Team Match contro BJ Whitmer e El Generico. Il giorno dopo, al Dayton Show, batte BJ Whitmer in singolo. A Border Wars conquista il ROH World Championship a danni di Davey Richards.A ROH Final Battle 2012 sconfigge la sua nemesi, El Generico, in un Ladder War match difendendo il ROH World Championship. Difende ancora una volta il titolo il 2 marzo 2013, all'11th Annyversary Show contro Jay Lethal. A Supercard of Honor VII, però, perde il titolo contro Jay Briscoe. Intanto è uno dei wrestler che contribuiscono alla creazione della S.C.U.M., stable che vuole il controllo dell'intera ROH.
La sera dopo aver perso il titolo la S.C.U.M. si ribella a Steen, e Corino annuncia che egli non sarà mai più rivisto in ROH. Steen però torna in ROH il 4 maggio, turnando face e sostituendo Jay Lethal in un tag team match nel quale lui e Michael Elgin perdono contro i membri della S.C.U.M. Cliff Compton e Jimmy Jacobs a causa dell'abbandono di Elgin. Steen continua la rivalità con la S.C.U.M., perdendo a Best In The World 2013 contro Matt Hardy in un No Disqualification match. Steen è poi uno dei due sostituti dei Briscoe Brothers nello Steel Cage Warfare match contro la S.C.U.M., risultando decisivo per la vittoria del Team ROH nonostante le interferenze di Corino e Hardy, schienando Jimmy Jacobs e, come da stipulazione, la S.C.U.M. viene smantellata. Il 3 agosto, Steen esordisce nel torneo per assegnare il ROH World Championship, reso vacante a causa dell'infortunio di Jay Briscoe (kayfabe, Briscoe ha in realtà lasciato la compagnia), battendo Brian Kendrick. Il 17 agosto avanza alle semifinali battendo Roderick Strong, ma il 20 settembre a Death Before Dishonor XI, Steen viene eliminato dal torneo da Michael Elgin.
Steen inizia poi una faida con Michael Bennett perdendo il primo match a Glory By Honor XII e vincendo il secondo a Final Battle 2013. L'8 febbraio 2014 batte Jay Lethal, Michael Elgin e Tommaso Ciampa guadagnandosi lo status di primo sfidante al ROH World Championship detenuto da Adam Cole. Il match fra i due si tiene a Toronto a Global Wars, ma Steen viene sconfitto da Cole che mantiene il titolo.
Il 17 maggio annuncia di voler lasciare la ROH. Il suo ultimo discorso nelle federazioni indipendenti si è tenuto a Montréal, alla fine dell'evento BattleWar 20 della Live Pro Wrestling.

### WWE (2014–presente)

#### NXT Champion (2014–2015)

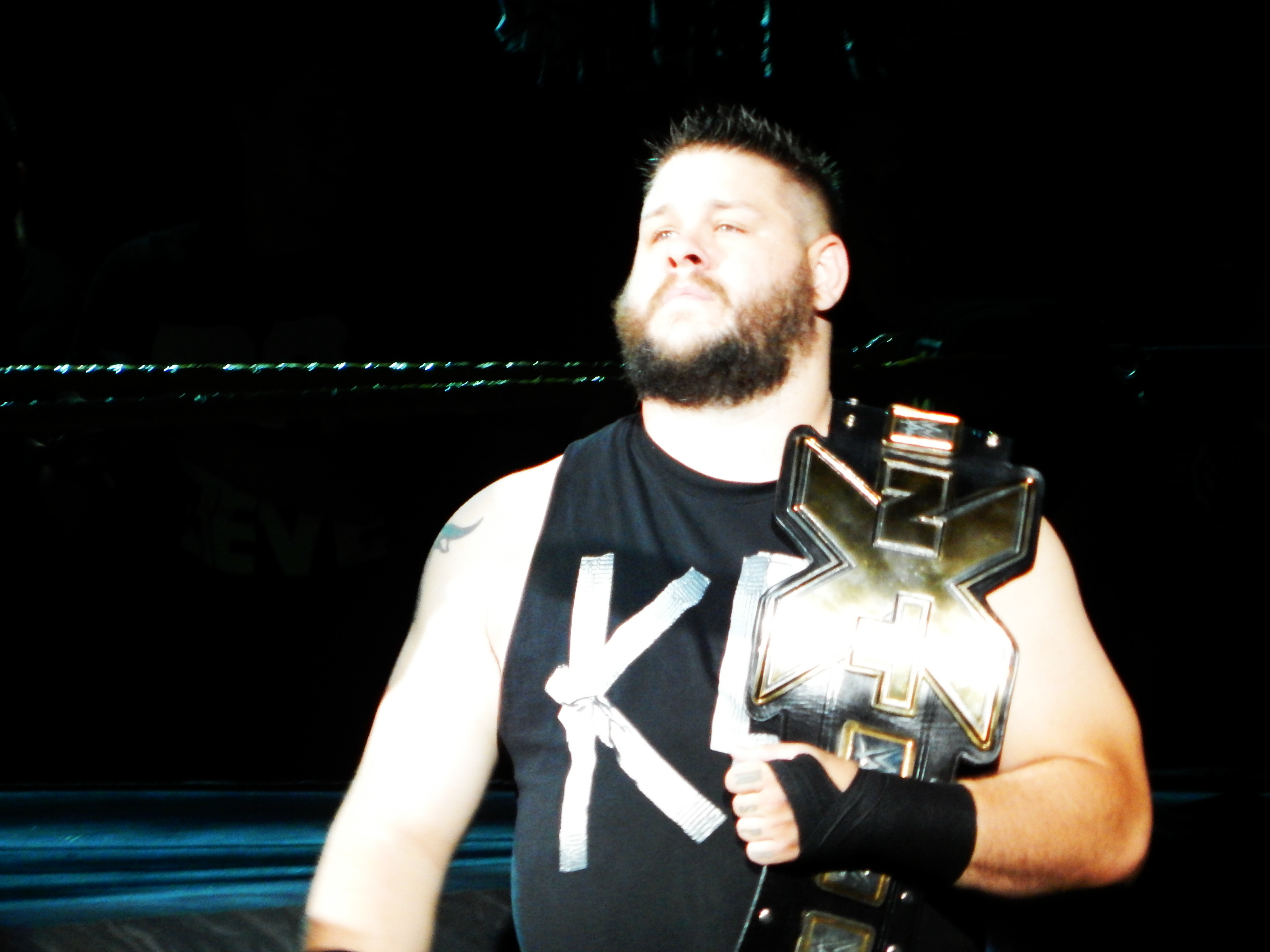
Kevin Owens con l'NXT Championship nel 2015

Il 12 agosto 2014 venne annunciato che Kevin Steen aveva firmato un contratto con la WWE, venendo assegnato al territorio di sviluppo di NXT. Scelse il ring name Kevin Owens in onore di Owen Hart, il suo wrestler preferito. Nelle puntate di NXT del 20 e del 27 novembre andarono in onda dei promo pre-registrati che annunciarono il suo debutto: in queste vignette venne riconosciuto il fatto che avesse lottato per quattordici anni prima di arrivare in WWE, avendo affrontato (e formato amicizie) con diversi wrestler sia della WWE che di NXT nel circuito indipendente anni prima, ma la WWE messe loro sotto contratto prima di lui; ora che anche lui era lì, Owens affermò che avrebbe affrontato tutti perché lottare era il modo migliore per prendersi cura della sua famiglia. Owens fece il suo debutto sconfiggendo CJ Parker l'11 dicembre a NXT TakeOver: R Evolution; durante il match Parker gli ruppe legittimamente il naso, ma nonostante ciò apparve alla fine dello show per congratularsi con Sami Zayn (l'ex El Generico) per aver vinto l'NXT Championship, salvo attaccarlo con una powerbomb sull'apron ring e stabilendosi come heel. La settimana successiva affrontò Adrian Neville in un match terminato in doppio countout e dopo un altro attacco di Owens su Zayn, quest'ultimo chiese un match: Owens affermò che avrebbe lottato solo con il titolo in palio, venendo accontentato. L'11 febbraio 2015 a NXT TakeOver: Rival, Owens sconfisse Zayn e vinse l'NXT Championship dopo che l'arbitro interruppe il match quando aveva eseguito quattro pop-up powerbomb su Zayn, in stato confusionale (kayfabe). Owens difese con successo l'NXT Championship contro Finn Bálor nella puntata di NXT del 25 marzo, mentre a NXT TakeOver: Unstoppable la rivincita per il titolo di Owens contro Zayn terminò in no contest dopo che Owens continuò a picchiare un infortunato Zayn, fino a quando Samoa Joe fece il suo debutto a NXT e lo fermò. Dopo settimane di tensione fra i due, Owens affrontò Joe nella puntata di NXT del 17 giugno, ma il match si concluse in no contest e i due continuarono a lottare fino a che non vennero divisi. Nello speciale evento The Beast in the East trasmesso sul WWE Network il 4 luglio a Tokyo, in Giappone, Owens perse l'NXT Championship contro Finn Bálor, terminando il suo regno dopo 143 giorni. Owens ebbe la sua rivincita per il titolo in un Ladder match contro Bálor a NXT TakeOver: Brooklyn, ma non riuscì a riconquistare il titolo.

#### Intercontinental Champion (2015–2016)

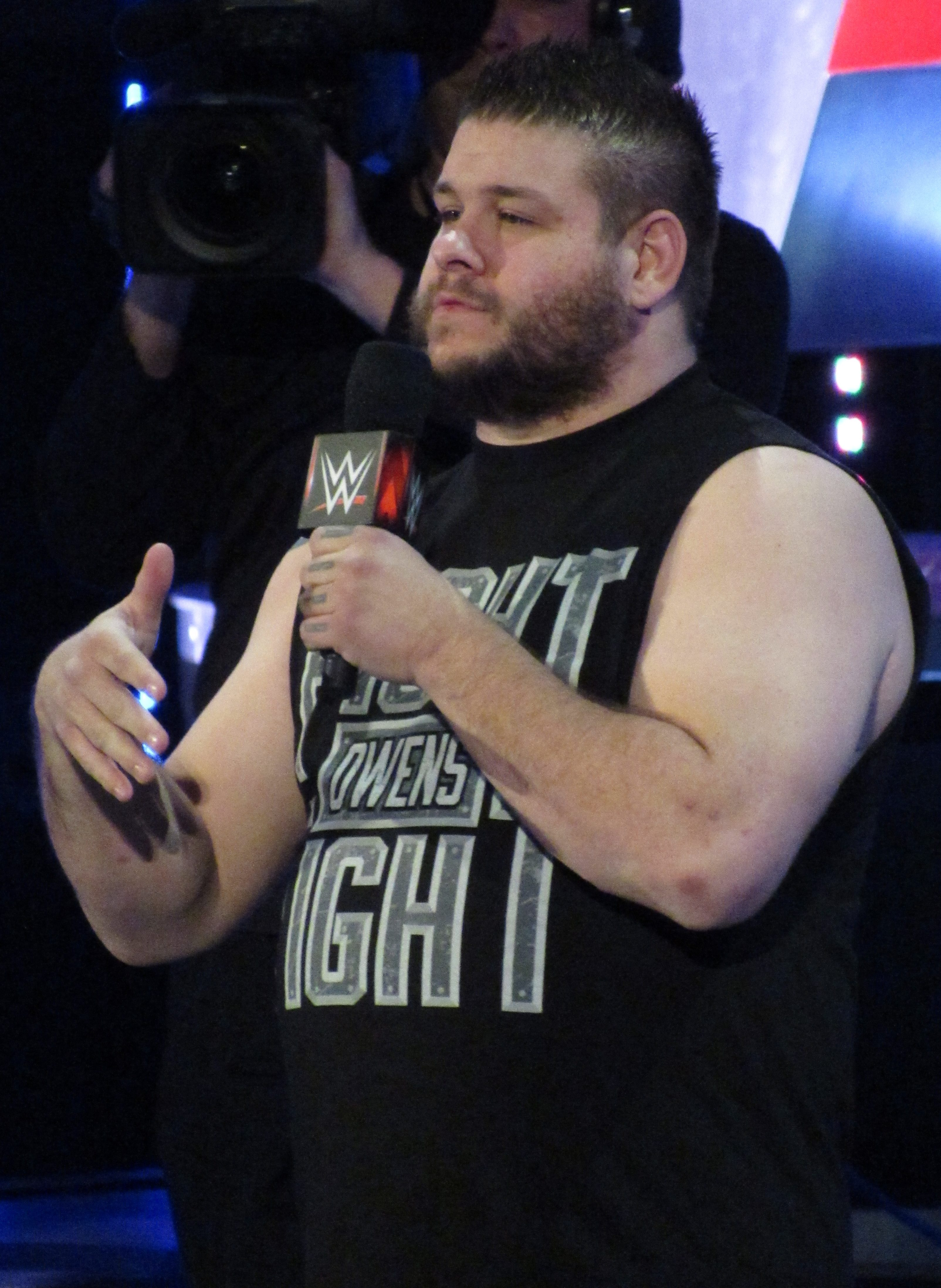
Kevin Owens nel 2016

Owens fece il suo debutto nel roster principale nella puntata di Raw del 18 maggio rispondendo alla Open challenge di John Cena per lo United States Championship, per poi attaccarlo e colpirlo con la Pop-up powerbomb, sancendo un match tra i due a Elimination Chamber, dove Owens sconfisse Cena con uno schienamento pulito. Una rivincita si svolse a Money in the Bank, dove Cena vinse; al termine del match Owens eseguì su Cena una powerbomb sull'apron ring. Sfidò poi Cena in un match per lo United States Championship a Battleground, dove Owens perse per sottomissione con la STF dopo essere sopravvissuto a una super Attitude Adjustment, ponendo fine alla loro faida. Dopo la sconfitta contro Cena, Owens iniziò una faida con Cesaro che, secondo Owens, stava cercando di rubargli le luci della ribalta. Owens sconfisse Cesaro a SummerSlam. Il 20 settembre, a Night of Champions, Owens sconfisse Ryback vincendo il suo primo titolo singolo nel roster principale, l'Intercontinental Championship. Il 3 ottobre Owens difese con successo il titolo sconfiggendo Chris Jericho all'evento speciale dal Madison Square Garden, mentre il 25 ottobre a Hell in a Cell mantenne la cintura in una rivincita contro Ryback. Owens prese parte al torneo per il vacante WWE World Heavyweight Championship: tuttavia, dopo aver sconfitto Titus O'Neil e Neville, a Survivor Series venne sconfitto da Dean Ambrose nelle semifinali. Owens perse poi il titolo contro lo stesso Ambrose il 13 dicembre a TLC: Tables, Ladders and Chairs, tramite roll-up. Dopo non essere riuscito a riconquistare il titolo in due separate occasioni, Owens affrontò Ambrose in un Last Man Standing match il 24 gennaio 2016 alla Royal Rumble per l'Intercontinental Championship, ma ne uscì sconfitto. Nonostante ciò, prese comunque parte con il numero 18 al Royal Rumble match valevole per il WWE World Heavyweight Championship eliminando il debuttante AJ Styles, prima di essere a sua volta eliminato dal rivale Sami Zayn. Owens vinse poi nuovamente l'Intercontinental Championship per la seconda volta nella puntata di Raw del 15 febbraio in un Fatal 5-Way match che includeva anche il campione Dean Ambrose, Dolph Ziggler, Stardust e Tyler Breeze. Owens mantenne poi la cintura intercontinentale contro Dolph Ziggler il 21 febbraio a Fastlane. A WrestleMania 32, il 3 aprile, Owens perse il titolo a favore di Zack Ryder in un Ladder match che ha incluso anche Dolph Ziggler, The Miz, Sami Zayn, Sin Cara e Stardust. Nella puntata di Raw successiva, Owens affrontò AJ Styles, Chris Jericho e il rientrante Cesaro in un Fatal 4-way match per decretare il primo sfidante al WWE World Heavyweight Championship di Roman Reigns; tuttavia, Owens perse il match quando Styles schienò Jericho. Owens riesumò poi la rivalità con Sami Zayn dopo averlo attaccato quella stessa sera a Raw., ciò portò ad un match tra i due il 1º maggio a Payback, dove Owens trionfò su Zayn per schienamento. A Extreme Rules del 22 maggio, Owens affrontò Zayn, Cesaro e il campione The Miz in un Fatal 4-way match per l'Intercontinental Championship, ma perse il match quando The Miz schienò Cesaro mantenendo il titolo. Nella puntata di Raw del 23 maggio Owens sconfisse AJ Styles qualificandosi al Money in the Bank Ladder match dell'omonimo pay-per-view. Il 19 giugno, a Money in the Bank, Owens partecipò all'omonimo Ladder match assieme a Alberto Del Rio, Cesaro, Chris Jericho, Dean Ambrose e Sami Zayn ma la contesa venne vinta da Ambrose.

#### Universal Champion (2016–2017)

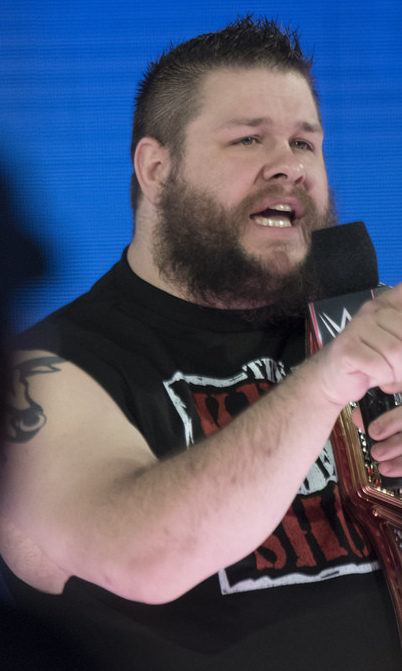
Kevin Owens nel 2017

Con la Draft Lottery avvenuta nella puntata di SmackDown del 19 luglio, Owens venne trasferito nel roster di Raw. Il 24 luglio, a Battleground, Owens venne sconfitto dal rivale Sami Zayn. Nella puntata di Raw del 25 luglio prese parte ad un Fatal 4-Way match contro Cesaro, Finn Bálor e Rusev per determinare lo sfidante di Roman Reigns per quella stessa sera (il vincitore avrebbe affrontato Seth Rollins per l'assegnazione del nuovo Universal Championship a SummerSlam), ma fu Bálor ad aggiudicarsi la vittoria. A SummerSlam sconfisse, in coppia con Chris Jericho, Enzo Amore e Big Cass. La sera successiva a Raw, Bálor rese vacante l'Universal Championship appena vinto, per un grave infortunio, e così venne indetto un Fatal 4-Way Elimination match per riassegnare la cintura la successiva puntata di Raw del 29 agosto; Owens si guadagnò il posto in questo incontro sconfiggendo Neville in un match di qualificazione. Il 29 agosto, a Raw, Owens vinse l'Universal Championship battendo Big Cass, Roman Reigns e Seth Rollins grazie all'aiuto di Triple H. Il 25 settembre, a Clash of Champions, Owens mantenne la cintura universale contro Seth Rollins grazie all'aiuto di Chris Jericho. Il 30 ottobre, a Hell in a Cell, Owens mantenne nuovamente la cintura contro Rollins in un Hell in a Cell match grazie nuovamente all'intervento di Chris Jericho. Il 20 novembre, a Survivor Series, Owens partecipò ad un 5-on-5 Traditional Survivor Series Elimination match come membro del Team Raw che venne però sconfitto dal Team SmackDown, dove Owens fu il terzo a venire eliminato per squalifica. Nella puntata di Raw del 21 novembre Rollins chiese ed ottenne un match titolato contro Owens per quella stessa serata da Mick Foley: tuttavia il loro No Disqualification match si concluse con la vittoria di Owens (a seguito dell'ennesima interferenza di Chris Jericho), che mantenne così il titolo universale. Nella puntata di Raw del 12 dicembre Jericho e Owens ebbero l'opportunità di conquistare il Raw Tag Team Championship in un Triple Threat Tag Team match che comprendeva anche i campioni Big E e Xavier Woods del New Day e Roman Reigns e Seth Rollins ma non riuscirono nell'impresa; Woods, infatti, schienò Jericho dopo che era stato colpito dal Pedigree di Rollins, mentre Big E tenne fermo lo stesso Rollins, permettendo al New Day di vincere l'incontro e mantenere i titoli. Il 18 dicembre, a Roadblock: End of the Line, Owens causo involontariamente la sconfitta di Jericho durante il suo match contro Seth Rollins. Più tardi, quella sera, Owens sconfisse Roman Reigns per squalifica a causa di Jericho ma mantenne comunque il titolo. Nella puntata di Raw del 26 dicembre Owens provò a conquistare lo United States Championship affrontando Reigns ma, nonostante l'interferenza di Jericho, venne sconfitto. Nella puntata di Raw del 9 gennaio 2017 Owens partecipò ad un 2-on-1 Handicap match in coppia con Jericho valevole per lo United States Championship di Reigns dove Jericho riuscì a schienare Reigns vincendo il match e il titolo statunitense. Il 29 gennaio, alla Royal Rumble, Owens difese il titolo universale contro Reigns grazie all'intervento di Braun Strowman, con Chris Jericho sospeso sul ring in una gabbia. Nella puntata di Raw del 30 gennaio Owens venne sconfitto da Braun Strowman per squalifica a causa dell'intervento di Roman Reigns ma mantenne comunque l'Universal Championship. Nella puntata di Raw del 13 febbraio Owens partecipò al "Festival dell'Amicizia" organizzato da Jericho ma, dopo aver assistito sdegnato a delle manifestazioni d'affetto di Y2J, attaccò brutalmente l'amico, interrompendo definitivamente la loro collaborazione. Il 5 marzo, a Fastlane, Owens venne sconfitto da Goldberg in un match durato ventidue secondi, perdendo la cintura universale dopo 188 giorni di regno. Nella puntata di Raw del 6 marzo Owens chiese ed ottenne un match contro Chris Jericho per lo United States Championship a WrestleMania 33 e, quella stessa sera, sconfisse Sami Zayn. Nella puntata di Raw del 27 marzo Owens venne sconfitto da Zayn in un No Disqualification match dove, qualora Zayn avesse perso, sarebbe stato licenziato. Il 2 aprile, a WrestleMania 33, Owens trionfò su Chris Jericho conquistando lo United States Championship per la prima volta.

#### United States Champion (2017–2018)
Con lo Shake-up dell'11 aprile Owens venne trasferito nel roster di SmackDown e con lui anche lo United States Championship. Il 30 aprile, a Payback, Owens perse il titolo statunitense a favore di Chris Jericho (che passò così a SmackDown) dopo 28 giorni di regno. Tuttavia, nella puntata di SmackDown del 2 maggio, Owens sconfisse Jericho riconquistando lo United States Championship per la seconda volta in carriera. Il 21 maggio, a Backlash, Owens difese con successo il titolo contro AJ Styles sconfiggendolo per count-out. Il 18 giugno, a Money in the Bank, Owens partecipò all'omonimo match assieme a AJ Styles, Baron Corbin, Dolph Ziggler, Sami Zayn e Shinsuke Nakamura ma il match venne vinto da Corbin. Nella puntata di SmackDown del 20 giugno Owens mantenne la cintura statunitense contro Chad Gable in una "New Face of America Open Challenge". Il 7 luglio, durante un House show di SmackDown svoltosi al Madison Square Garden di New York, Owens perse il titolo a favore di AJ Styles dopo 66 giorni di regno. Il 23 luglio, a Battleground, Owens riconquistò lo United States Championship per la terza volta sconfiggendo AJ Styles. Tuttavia, nella puntata di SmackDown del 25 luglio, Owens perse il titolo dopo due giorni a favore di AJ Styles in un Triple Threat match che includeva anche il rientrante Chris Jericho. Nella puntata di SmackDown del 1º agosto Owens affrontò nuovamente Styles per lo United States Championship ma venne sconfitto in seguito ad un errore arbitrale poiché Owens, durante lo schienamento, aveva vistosamente alzato la spalla. Il 20 agosto, a SummerSlam, Owens affrontò Styles per lo United States Championship in un match con Shane McMahon come arbitro speciale ma venne sconfitto. Nella puntata di SmackDown del 22 agosto Owens affrontò nuovamente Styles in un Last Chance match per lo United States Championship arbitrato prima da Baron Corbin e in seguito da Shane McMahon, ma venne sconfitto e, come da stipulazione, non poté richiedere altri match titolati contro Styles. Nella puntata di SmackDown del 5 settembre Owens attaccò pubblicamente il Commissioner Shane McMahon, reo di avergli impedito di conquistare lo United States Championship; nella puntata di SmackDown del 5 settembre Owens venne attaccato da Shane dopo un confronto verbale, causando la sospensione di McMahon come Commissioner (kayfabe). Nella puntata di SmackDown del 12 settembre Owens ebbe un confronto con il chairman della WWE, nonché padre di Shane, Vince McMahon, attaccando anche lui, ottenendo tuttavia un Hell in a Cell match contro Shane nell'omonimo pay-per-view. L'8 ottobre, a Hell in a Cell, Owens sconfisse Shane McMahon in un Falls Count Anywhere Hell in a Cell match grazie all'inaspettato intervento di Sami Zayn. Nella puntata di SmackDown del 31 ottobre Owens venne sconfitto da Shinsuke Nakamura, fallendo così nel tentativo di conquistare un posto nel Team SmackDown per Survivor Series. Il 19 novembre, nel Kick-off di Survivor Series, Owens e Zayn sconfissero i Breezango. Il 17 dicembre, a Clash of Champions, Owens e Zayn sconfissero Randy Orton e Shinsuke Nakamura in un match arbitrato dal General Manager di SmackDown Daniel Bryan e il Commissioner Shane McMahon (se Owens e Zayn avessero perso avrebbero dovuto lasciare la WWE). Il 28 gennaio, alla Royal Rumble, Owens e Zayn affrontarono AJ Styles per il WWE Championship in un 2-on-1 Handicap match ma vennero sconfitti. Nella puntata di SmackDown del 6 febbraio il match tra Owens e Zayn per determinare chi avrebbe sfidato AJ Styles per il WWE Championship a Fastlane terminò in no-contest.

#### Alleanza con Sami Zayn (2018–2019)
L'11 marzo, a Fastlane, Owens partecipò ad una Six-pack Challenge per il WWE Championship che comprendeva anche il campione AJ Styles, Baron Corbin, Dolph Ziggler, John Cena e Sami Zayn ma il match venne vinto da Styles. Nella puntata di SmackDown del 20 marzo sia Owens che Zayn vennero licenziati da Daniel Bryan per aver attaccato Shane McMahon nella precedente puntata del 13 marzo (kayfabe); per questo motivo, i due attaccarono brutalmente Bryan. L'8 aprile, a WrestleMania 34, Owens e Zayn vennero sconfitti da Bryan e Shane e, come da stipulazione, vennero licenziati definitivamente da SmackDown (kayfabe). Nella puntata di Raw del 9 aprile Owens e Zayn si affrontarono per poter ottenere un posto nello show rosso ma il match terminò in pareggio. La settimana successiva Owens e Zayn vennero riassunti da Stephanie McMahon e tornarono ufficialmente a far parte del roster di Raw. Il 27 aprile, a Greatest Royal Rumble, Owens partecipò al Royal Rumble match a 50 uomini entrando col numero 46 ma venne eliminato da Braun Strowman. Il 6 maggio, a Backlash, Owens e Zayn vennero sconfitti da Bobby Lashley e Braun Strowman. Nella puntata di Raw del 7 maggio Owens venne sconfitto da Strowman in un match di qualificazione al Money in the Bank Ladder match. Nella puntata di Raw del 14 maggio Owens si qualificò per il Money in the Bank Ladder match vincendo un Triple Threat match che includeva anche Bobby Lashley e Elias grazie all'aiuto di Zayn. Il 17 giugno, a Money in the Bank, Owens partecipò al match omonimo insieme a Bobby Roode, Braun Strowman, Finn Bálor, Kofi Kingston, The Miz, Rusev e Samoa Joe ma il match venne vinto da Strowman. Il 15 luglio, a Extreme Rules, Owens sconfisse Strowman in uno Steel Cage match riuscendo ad uscire dalla gabbia per causa dello stesso Strowman. Il 19 agosto, a SummerSlam, Owens affrontò Strowman per il suo contratto del Money in the Bank ma venne sconfitto in pochissimo tempo. Nella puntata di Raw del 27 agosto Owens affrontò Seth Rollins per l'Intercontinental Championship ma venne sconfitto; alla fine dell'incontro, Owens annunciò di voler abbandonare la WWE (kayfabe). Tuttavia, la settimana successiva a Raw, Owens fece il suo ritorno attaccando brutalmente Bobby Lashley. Il 6 ottobre, a Super Show-Down, Owens e Elias vennero sconfitti da Bobby Lashley e John Cena. Successivamente, Owens subì un infortunio ad un ginocchio che lo tenne fuori dalle scene per diversi mesi. Owens fece il suo ritorno dall'infortunio da face nella puntata di SmackDown del 26 febbraio 2019, venendo scelto da Vince McMahon come sfidante del WWE Champion Daniel Bryan per Fastlane. Il 10 marzo, a Fastlane, Owens partecipò ad un Triple Threat match per il WWE Championship che includeva anche Mustafa Ali, ma l'incontro venne vinto dal campione Bryan. Il 19 maggio, a Money in the Bank, Owens affrontò Kofi Kingston per il WWE Championship ma venne sconfitto. Il 23 giugno, a Stomping Grounds, Owens e Zayn sconfissero Big E e Xavier Woods del New Day.

#### Faida con Seth Rollins (2019–2020)
Il 14 luglio, a Extreme Rules, Owens sconfisse Dolph Ziggler in meno di venti secondi. L'11 agosto, a SummerSlam, Owens sconfisse Shane McMahon in un match in cui se Kevin avesse perso, avrebbe dovuto lasciare la WWE. Nella puntata di SmackDown del 20 agosto Owens venne sconfitto da Elias negli ottavi di finale del torneo del King of the Ring a causa dell'intervento di Shane McMahon. Nella puntata speciale SmackDown 20th Anniversary del 4 ottobre Owens sconfisse Shane in un Ladder match, costringendolo ad abbandonare la WWE come da posta in palio (kayfabe). Nella puntata di SmackDown dell'11 ottobre Owens venne trasferito nel roster di Raw per effetto del Draft. Il 23 novembre, a NXT TakeOver: WarGames, Owens fece un'apparizione nel roster di NXT (dopo il 2015) unendosi al team formato da Dominik Dijakovic, Keith Lee e Tommaso Ciampa e sconfiggendo l'Undisputed Era in un WarGames match. Il 24 novembre, a Survivor Series, Owens partecipò al tradizionale 5-on-5-on-5 Survivor Series Elimination match contro il Team SmackDown e il Team NXT ma venne eliminato da Tommaso Ciampa. Il 26 gennaio 2020, alla Royal Rumble, Owens partecipò al match omonimo entrando col numero 27 ma venne eliminato dallo sforzo combinato degli AOP e di Seth Rollins. Nella puntata di Raw del 27 gennaio Owens e Samoa Joe affrontarono Buddy Murphy e Rollins per il Raw Tag Team Championship ma vennero sconfitti. Il 4 aprile, nella prima serata di WrestleMania 36, Owens dapprima sconfisse Rollins per squalifica, successivamente, una volta ripartito l'incontro, lo sconfisse nuovamente in un No Disqualification match.

#### Opportunità titolate (2020–2021)
Nella puntata di Raw del 2 giugno Owens affrontò Apollo Crews per lo United States Championship ma il match terminò in doppia squalifica a causa dell'intervento di Andrade e Angel Garza. Nella puntata di Raw dell'8 giugno Owens partecipò ad un Triple Threat match che comprendeva anche Andrade e Angel Garza per l'opportunità di sfidare Apollo Crews per lo United States Championship ma il match venne vinto da Andrade. Il 19 luglio, nel Kick-off di The Horror Show at Extreme Rules, Owens sconfisse Murphy. Verso la fine dell'estate del 2020, Owens entrò in faida con Aleister Black, che si concluse il 12 ottobre a Raw con il trionfo dello stesso Owens; quella stessa sera, per effetto del Draft, Owens passò al roster di SmackDown. Nella puntata di SmackDown del 30 ottobre Owens sconfisse Dolph Ziggler qualificandosi per il Team SmackDown per Survivor Series. Il 22 novembre, a Survivor Series, Owens partecipò al tradizionale 5-on-5 Survivor Series Elimination match come parte del Team SmackDown contro il Team Raw ma venne eliminato da AJ Styles. Il 20 dicembre, a TLC: Tables, Ladders & Chairs, Owens affrontò Roman Reigns per l'Universal Championship in un Tables, Ladders and Chairs match ma venne sconfitto. Nella puntata di SmackDown del 22 dicembre (andata in onda il 25 dicembre 2020) Owens affrontò nuovamente Reigns per l'Universal Championship in uno Steel Cage match ma venne sconfitto a causa dell'intervento di Jey Uso. Il 31 gennaio, alla Royal Rumble, Owens affrontò ancora una volta Reigns per l'Universal Championship in un Last Man Standing match ma venne sconfitto. Il 21 febbraio, a Elimination Chamber, Owens partecipò all'Elimination Chamber match che comprendeva anche Cesaro, Daniel Bryan, Jey Uso, King Corbin e Sami Zayn per ottenere un match per l'Universal Championship la sera stessa ma venne eliminato da Jey Uso. L'11 aprile, nella seconda serata di WrestleMania 37, Owens trionfò su Sami Zayn. Successivamente, nella puntata di SmackDown del 26 maggio, Owens tentò di conquistare la cintura intercontinentale in un Fatal 4-Way match contro il campione Apollo Crews, Big E e Sami Zayn ma il match venne vinto dal primo. Il 20 giugno, a Hell in a Cell, Owens venne sconfitto da Zayn nella rivincita di WrestleMania 37.

#### Varie faide (2021–presente)
Nella puntata di SmackDown del 2 luglio trionfò su Sami Zayn in un last man standing match, conquistando un posto nel Money in the Bank Ladder match. Il 18 luglio, a Money in the Bank, partecipò all'omonimo incontro che comprendeva anche Big E, Drew McIntyre, John Morrison, Ricochet, Riddle, Seth Rollins e Shinsuke Nakamura ma il match venne vinto da Big E. Il 4 ottobre, per effetto del Draft, passò al roster di Raw. Nella puntata di Raw del 25 ottobre Owens prese parte ad un Fatal 4-Way Ladder match per determinare il contendente nº1 al WWE Championship di Big E che comprendeva anche Finn Bálor, Rey Mysterio e Seth Rollins ma il match venne vinto da quest'ultimo. Il 9 novembre effettuò un turn-heel, attaccando Big E dopo aver perso un match contro Rollins. Il 21 novembre, a Survivor Series, partecipò al tradizionale 5-on-5 Survivor Series Elimination match come membro del Team Raw contro il Team SmackDown ma venne eliminato per count-out. Il 1º gennaio, a Day 1, prese parte ad un Fatal 5-Way match per il WWE Championship che comprendeva anche il campione Big E, Bobby Lashley, Brock Lesnar e Seth Rollins dove tuttavia prevalse Lesnar. Successivamente, il 24 gennaio a Raw, affrontò Damian Priest in un match valevole per lo United States Championship ma vinse per squalifica senza conquistare il titolo.

Kevin Owens e Sami Zayn nel 2023 come Raw Tag Team Champions e SmackDown Tag Team Champions

Il 29 gennaio, alla Royal Rumble, partecipò al match omonimo entrando col numero 22 ma venne eliminato da Shane McMahon. Nella puntata di Raw del giorno dopo venne sconfitto da Austin Theory, fallendo nell'opportunità di inserirsi nell'Elimination Chamber match del successivo evento. Nella puntata di Raw del 7 marzo Owens e Seth Rollins presero parte ad un Triple Threat Tag Team match per il Raw Tag Team Championship che comprendeva anche i campioni dell'Alpha Academy e gli RK-Bro ma il match venne vinto da questi ultimi. Il 2 aprile, nel main event della prima serata di WrestleMania 38, Owens ospitò "Stone Cold" Steve Austin al suo K.O. Show e, poco dopo, i due si affrontarono in un no holds barred match, dal quale uscì vincitore Austin. In seguito, Owens entrò in faida con Ezekiel, rifiutando di credere che fosse davvero il fratello di Elias, e il 5 giugno, a Hell in a Cell, Owens ebbe la meglio. L'8 agosto, a Raw, affrontò nuovamente Ezekiel ma il match venne interrotto dopo che Owens colpì l'avversario con una powerbomb sull'apron ring, infortunandolo (kayfabe). Nella puntata di Raw del 22 agosto tornò col suo vecchio titantron e il suo vecchio abbigliamento da "Prize Fighter" sconfiggendo Chad Gable.
Il 26 novembre, a Survivor Series WarGames, Owens, Drew McIntyre e i Brawling Brutes vennero sconfitti da Roman Reigns, Solo Sikoa e gli Usos in un WarGames match. Nella puntata di Raw del 5 dicembre prese il posto di Elias per fare coppia con Matt Riddle e affrontare gli Usos per l'Undisputed WWE Tag Team Championship ma vennero sconfitti. Il 28 gennaio, alla Royal Rumble, venne sconfitto da Roman Reigns, non riuscendo a conquistare l'Undisputed WWE Universal Championship; ad incontro concluso Owens venne brutalmente attaccato dalla Bloodline, ma quando Reigns ordinò a Sami Zayn di attaccare Owens questi, invece, inveì contro Reigns, venendo conseguenzialmente attaccato e sancendo la sua uscita dalla Bloodline. Il 1º aprile, nella prima serata di WrestleMania 39, Owens e Zayn sconfissero gli Usos conquistando l'Undisputed WWE Tag Team Championship. Nel rematch di SmackDown del 28 aprile conservarono le cinture contro gli Usos.
Il 1º maggio 2023, per effetto del Draft, venne confermato nel roster di Raw.
Il 6 maggio, a Backlash, Owens, Zayn e Matt Riddle vennero sconfitti da Solo Sikoa e gli Usos. Il 27 maggio, a Night of Champions, Zayn e Owens difesero i titoli contro Roman Reigns e Solo Sikoa grazie anche all'intervento degli Usos. Il 12 giugno, a Raw, Zayn e Owens conservarono i titoli contro Gunther e Ludwig Kaiser grazie anche all'intervento di Matt Riddle. Nella puntata di SmackDown del 30 giugno difesero le cinture unificate contro i Pretty Deadly. Nella puntata di Raw del 17 luglio Owens e Zayn conservarono le cinture di coppia contro Damian Priest e Dominik Mysterio. Persero i titoli il 2 settembre, a Payback, contro Damian Priest e Finn Bálor in uno steel city street fight match dopo 154 giorni di regno. Il 25 settembre, a Raw, Owens e Zayn vennero sconfitti da Bálor e Priest nella rivincita di Payback grazie all'aiuto di JD McDonagh, non riuscendo a riconquistare i titoli. Nella puntata di Raw del 9 ottobre Owens e Zayn affrontarono Cody Rhodes e Jey Uso per il Raw Tag Team Championship e lo SmackDown Tag Team Championship ma persero.
Nella puntata di SmackDown del 13 ottobre venne annunciato dal nuovo general manager Nick Aldis il passaggio di Owens allo show blu.
Nella puntata di SmackDown del 15 dicembre prese parte al torneo per determinare il nuovo sfidante di Logan Paul per lo United States Championship sconfiggendo Austin Theory nel primo turno, la settimana dopo sconfisse anche Carmelo Hayes nella semifinale e nella finale, svoltasi il 5 gennaio nella puntata speciale SmackDown New Year's Revolution, prevalse su Santos Escobar vincendo il torneo. Il match titolato si svolse il 27 gennaio a Royal Rumble, ma venne sconfitto per squalifica. Nella puntata di SmackDown del 16 febbraio prevalse su Dominik Mysterio (grazie all'intervento di R-Truth) qualificandosi per l'elimination chamber match. Il 24 febbraio ad Elimination Chamber: Perth, partecipò all'elimination chamber match per determinare lo sfidante al World Heavyweight Championship ma venne eliminato da Randy Orton.
Il 7 aprile a WrestleMania XL, provò a conquistare lo United States Championship in un triple threat match che comprendeva anche il campione Logan Paul e Randy Orton, ma il Paul riuscì a mantenere il titolo. Nelle settimane successive continuò la sua faida con la Bloodline, aiutando Cody Rhodes a conservare il WWE Championship contro Solo Sikoa. A Bash in Berlin, Cody decise di premiare Owens con un mach titolato. L'American Nightmare riesce a difendere la cintura, con i due che si abbracciano a fine mach. Dopo il PLE, Bad Blood, nel parcheggio Owens ha attaccato Rhodes, visto la sua alleanza con Roman Reigns. Nell'episodio successivo di SmackDown, Owens ha consolidato il suo turn heel attaccando Randy Orton nel parcheggio, mentre l'8 novembre ha eseguito un piledriver su Orton infortunandolo. Inseguito inizio una rivalità con il suo ex amico, Rhodes, i due si sono sfidati all'evento Saturday Night's Main Event, con la vittoria del campione ma, Owens Package Piledriver (mossa bandita) su Cody. Durante l'evento il canadese ha rubato la Winged Eagle Belt (cintura del titolo WWE Championship negli anni ottanta e novanta), rivendicandola come sua.

## Personaggio

### Mosse finali

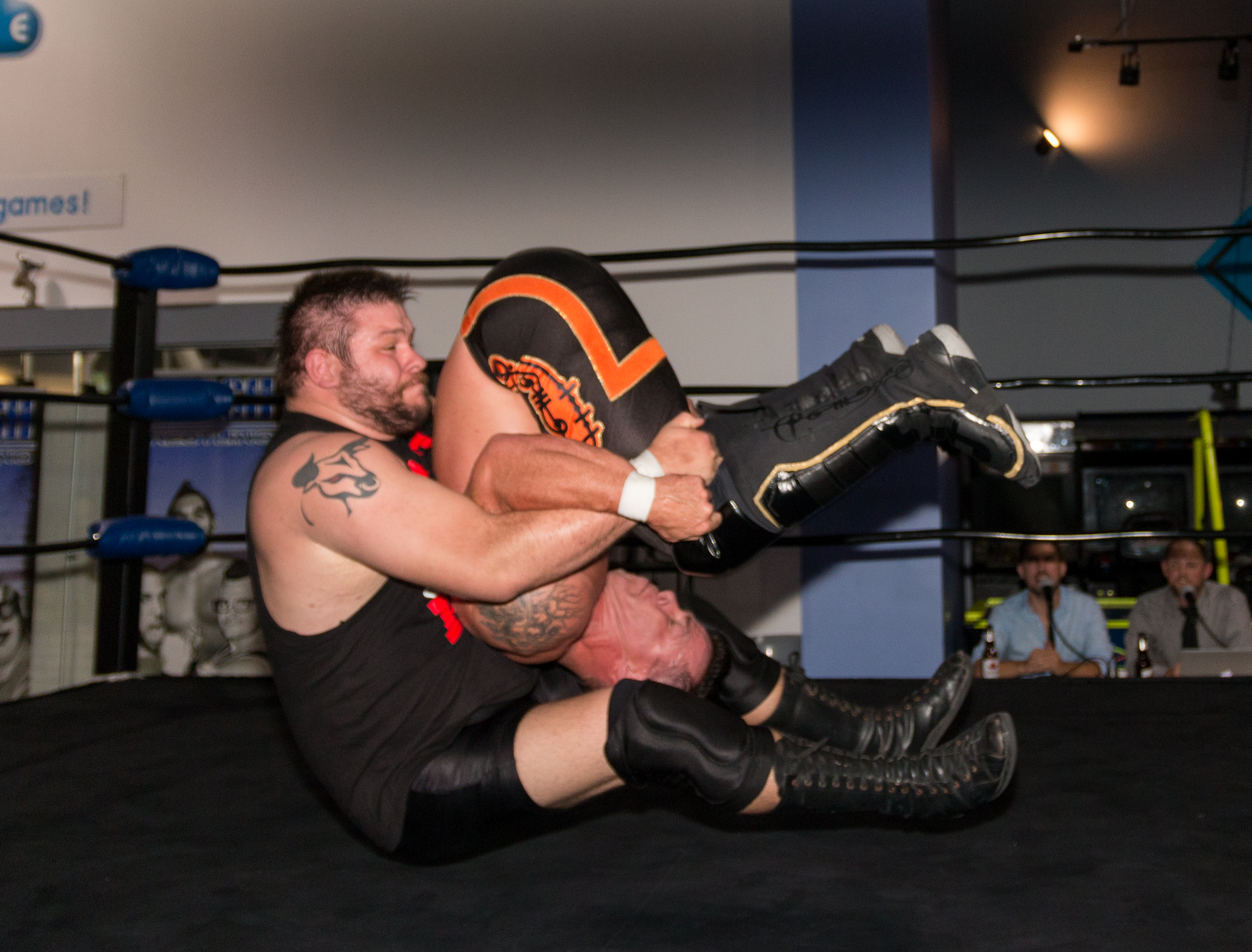
Kevin Steen mentre esegue un Package piledriver su Scotty O'Shea

- Come Kevin Owens
  - Pop-up powerbomb[150]
  - Stunner – 2019–presente

- Come Kevin Steen
  - Steenalizer (fallaway powerbomb)[151]
  - Package piledriver[152]

### Soprannomi
- "The Anti-Christ of Pro-Wrestling"[153]
- "The Headlock Master"
- "K.O."
- "Mr. Wrestling[153]"
- "The New Face of America"
- "The Prize Fighter"
- "The Relentless"
- "Wrestling's Worst Nightmare"[153]

## Titoli e riconoscimenti
- All American Wrestling
  - AAW Heavyweight Championship (1)

- Capital City Championship Combat
  - C4 Championship (1)
  - C4 Tag Team Championship (1)

- Combat Zone Wrestling
  - CZW Iron Man Championship (1)

- Elite Wrestling Revolution
  - EWR Heavyweight Championship (1)

- International Wrestling Syndicate

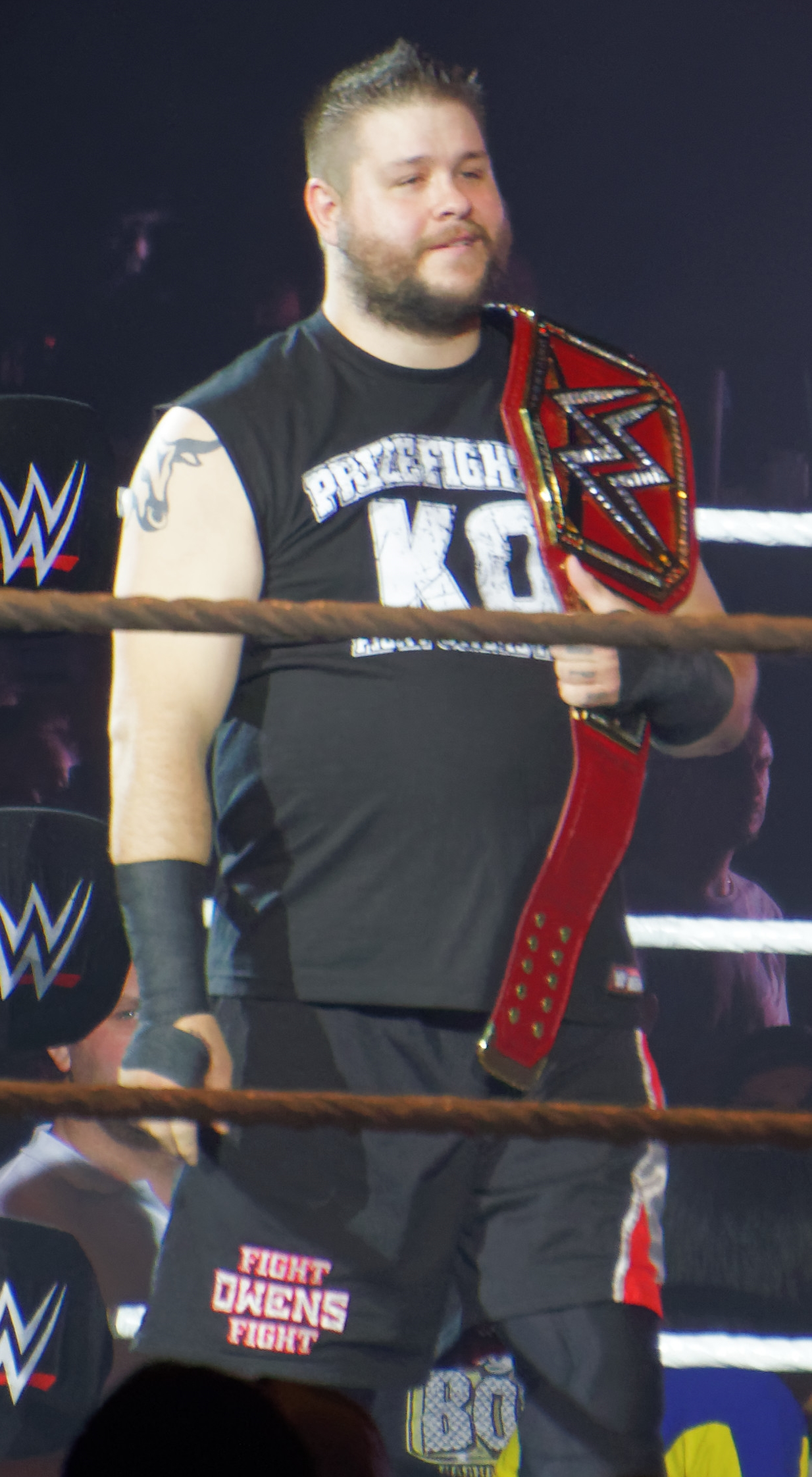
Kevin Owens con l'Universal Championship, titolo che ha detenuto una volta

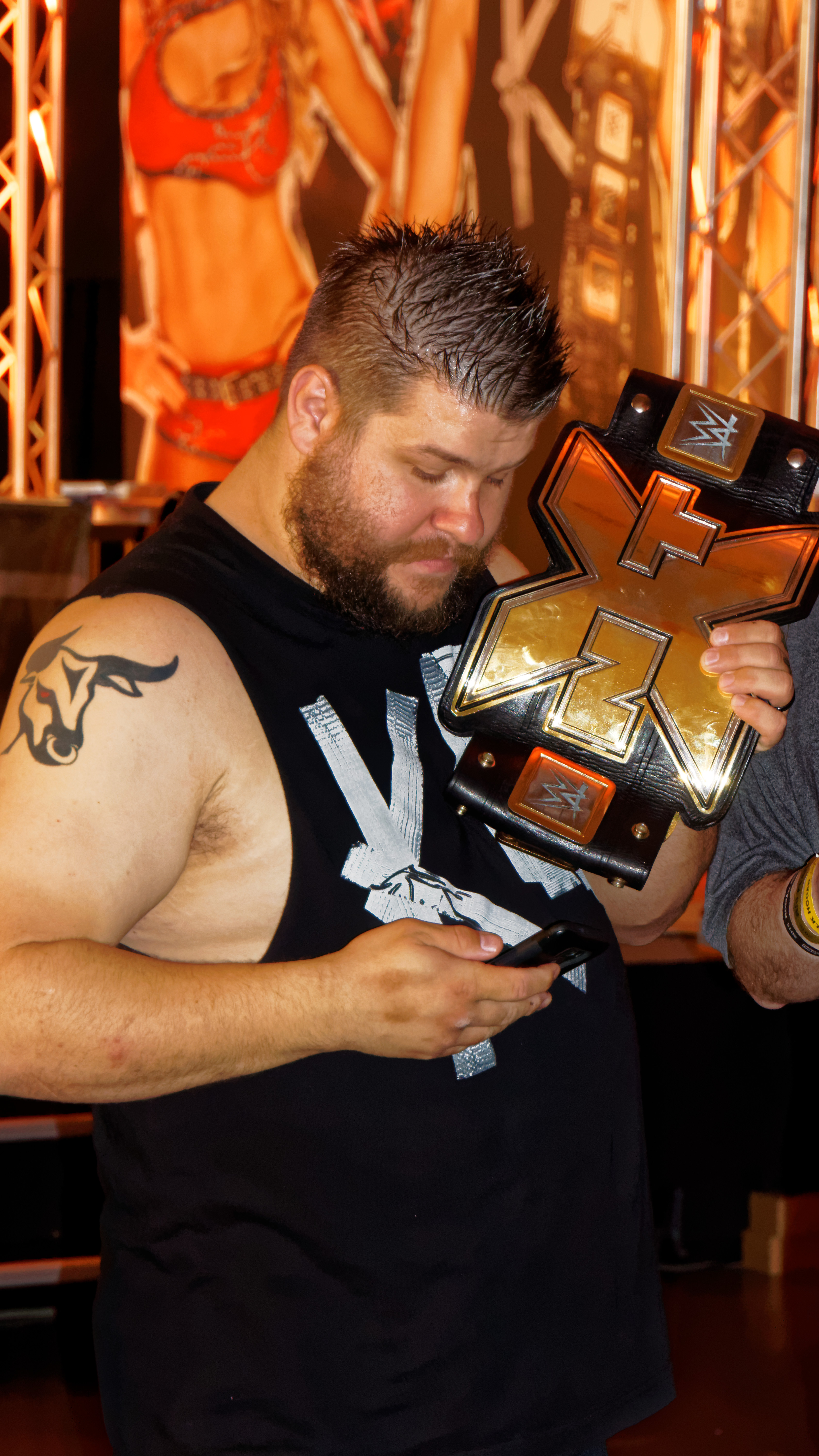
Kevin Owens con l'NXT Championship, titolo che ha detenuto una volta

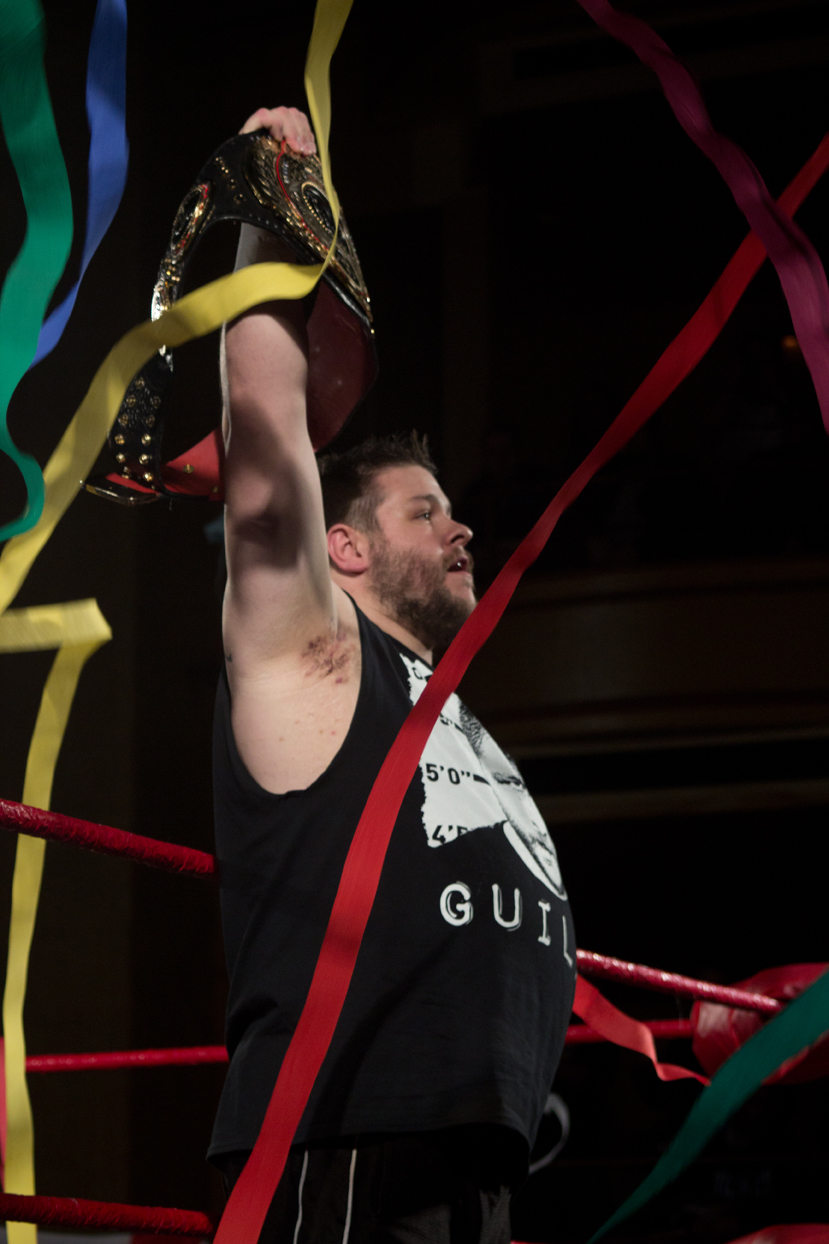
Kevin Steen con il ROH World Championship, titolo che ha detenuto una volta

  - IWS World Heavyweight Championship (3)
  - IWS Canadian Championship (1)

- North Shore Pro-Wrestling
  - NSPW Championship (1)

- Pro Wrestling Guerrilla
  - PWG World Championship (3)
  - PWG World Tag Team Championship (3) – con El Generico (2) e Super Dragon (1)

- Pro Wrestling Illustrated
  - 3º tra i 500 migliori wrestler singoli nella PWI 500 (2017)
  - 3º tra i 100 migliori team di wrestler nella PWI Tag Team 100  (2023) - con Sami Zayn[154]

- Ring of Honor
  - ROH World Championship (1)
  - ROH World Tag Team Championship (1) – con El Generico

- Rolling Stone
  - Best Heel (2015)
  - Best Promo (2015)
  - Best Storyline (2015) - vs. John Cena
  - Match of the Year (2015) - vs. John Cena a Money in the Bank
  - Rookie of the Year (2015)
  - Wrestler of the Half-Year (2015)

- SoCal Uncensored
  - Wrestler of the Year (2005, 2011, 2012)
  - Match of the Year (2011) - con Super Dragon vs. The Young Bucks

- Squared Circle Wrestling
  - 2CW Heavyweight Championship (1)
  - 2CW Tag Team Championship (1) – con Jason Axe

- WWE
  - WWE United States Championship (3)
  - WWE Intercontinental Championship (2)
  - WWE Raw Tag Team Championship (1) – con Sami Zayn
  - WWE SmackDown Tag Team Championship (1) – con Sami Zayn
  - WWE Universal Championship (1)[46]
  - NXT Championship (1)[16]
  - Grand Slam Champion (nuovo formato)

- Wrestling Observer Newsletter
  - Best Brawler (2010, 2011, 2012)
  - Feud of the Year (2010) - vs. El Generico